# Шладен, Фридрих Генрих Леопольд фон
Граф (с 1813) Фридрих Генрих Леопольд фон Шладен (нем. Friedrich Heinrich Leopold von Schladen; 14 июня 1772, Берлин — 31 августа 1845) — посол Пруссии в России (1807–1811).

## Биография
Родился 14 июня 1772 года в Берлине в семье прусского генерал-лейтенанта Карла Фридриха Готтлиба фон Шладена  (1730–1806) и его жены Иоганны Луизы, урождённой фон Мильсоно (Milsonneau; 1749–1785). Подростком жил в Нюрнберге, где по делам службы находился его отец. 
Учился в Эрлангенском и Геттингенском университетах, где изучал право, после чего  в 1790 году поступил на прусскую дипломатическую службу, причём первоначально служил в Берлине. В 1794 году получил придворное звание камер-юнкера; тем же летом посетил своего отца, сражавшегося с французами на Рейне в армии принца Фридриха Людвига Гогенлоэ.
В 1795 году был назначен секретарём посольства в Австрии, где прусским послом был Джироламо Луккезини. Получив от него  хорошие рекомендации, спустя всего два года был назначен посланником в Португалию. В Лиссабоне Шладен находился до 1803 года (с перерывами) после чего был переведён на дипломатическую должность в Мюнхен (Королевство Бавария).
Во время Войны четвёртой коалиции был прикомандирован к прусскому штабу, а в 1807 году был назначен послом Пруссии в России — вскоре после того, как обе страны вынуждены были согласится на навязанные им Наполеоном условия Тильзитского мира. За время службы в Санкт-Петербурге был награждён орденом Святой Анны I степени. 
В 1813 году получил от короля Фридриха Вильгельма III графский титул. В том же году  женился на графине Генриетте фон Шенфельд, дочери бывшего саксонского посла в Австрии (возможно титул был дарован Шладену для того, чтобы брак не выглядел мезальянсом). 
С 1817 по 1823 год был послом в Османской империи, а затем — послом в Нидерландах, где влип в скандал, связанный с карточной игрой, и, в конечном итоге, был отозван (1827), после чего не занимал никаких должностей.
Скончался в 1845 году в Бад-Годесберге.

## Награды
- Орден Святой Анны 1-й степени (5 сентября 1807, Российская империя)[1]
- Орден Красного орла (1809, королевство Пруссия)[2][3]